# Схема размещения и крепления груза
Схема размещения и крепления груза (далее — схема погрузки) — проект погрузки груза на железнодорожном подвижном составе, содержащий саму схему, с нанесенными на ней соответствующими условными обозначениями, и расчетно-пояснительную записку к ней. Схема погрузки разрабатывается на основе технических условий размещения и крепления грузов и может представлять собой: эскиз погрузки, непредусмотренные техническими условиями размещение и крепления груза (далее — НТУ), а также местные технические условия (далее — МТУ). Общий вид схемы погрузки представлен на рисунке.

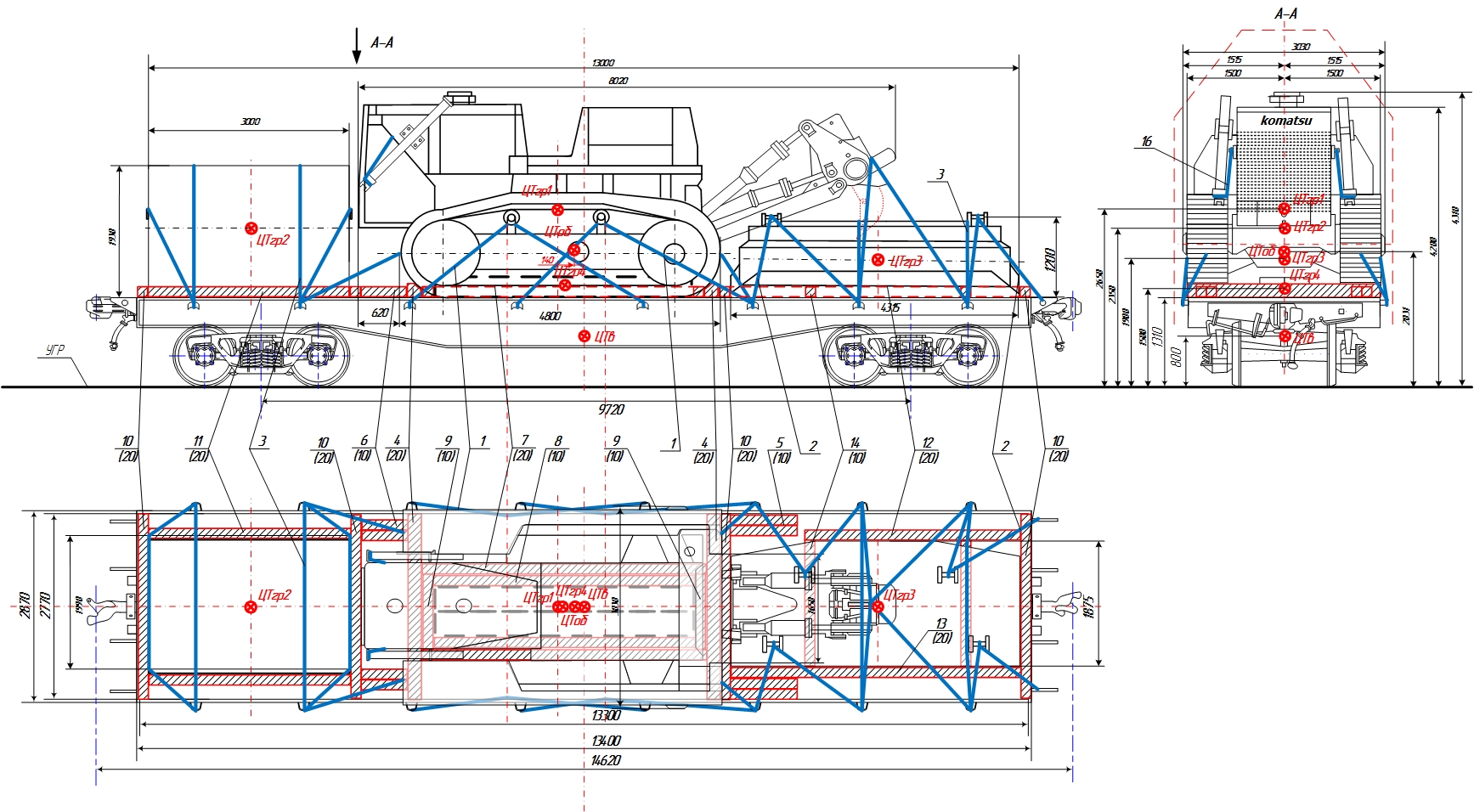
Схема погрузки

Схемы погрузки разрабатываются как для грузов расположенных в основном габарите погрузки, так и выходящих за его очертание — негабаритных грузов. Груз на железнодорожном подвижном составе закрепляется при помощи средств крепления.